# Microichthys
Microichthys és un gènere de peixos pertanyent a la família dels epigònids.

## Descripció
- Són de mida petita.
- Cos comprimit.
- Cap gros.
- Opercle amb una espina.
- Boca obliqua amb la mandíbula inferior prominent i les dents petites.
- Línia lateral completa.
- Escates ctenoides.
- Llurs cromatòfors formen al voltant de 20 línies transversals i negres als flancs.[2]

## Reproducció
Els ous són pelàgics.

## Alimentació
Mengen petits crustacis.

## Taxonomia
- Microichthys coccoi (Rüppell, 1852)[3]
- Microichthys sanzoi (Sparta, 1950)[4][5][6][7][8][9][10]